# White's Early Increment (ciruela)
White's Early Increment es una variedad cultivar de ciruelo (Prunus domestica), de las denominadas ciruelas europeas,
una variedad de ciruela cultivada por la Sra. H.M. White en 1937 en Eynsham, en las cercanías de Oxford. Las frutas tienen un tamaño grande, con un color de piel rojo púrpura, y pulpa de color amarillo verdoso con rallas más claras irradiadas desde el hueso, con textura semi pastosa, y muy jugosa con un sabor acuoso poco agradable.

## Historia
'White's Early Increment' es una variedad de ciruela, cultivada por la Sra. H.M. White en 1937 en Eynsham, en las cercanías de Oxford, a partir de un hueso de ciruela sudafricana, de parentales desconocidos.
'White's Early Increment' está cultivada en diversos bancos de germoplasma de cultivos vivos tales como en National Fruit Collection (Colección Nacional de Fruta) de Reino Unido con el número de accesión: 1947 - 077 y nombre de accesión: White's Early Increment. Recibido por "The National Fruit Trials" (Probatorio Nacional de Frutas) en 1947.

## Características
'White's Early Increment' árbol de porte extenso, vigoroso, erguido, muy fértil, de generosa producción. Los árboles son bastante susceptibles al chancro bacteriano y a la hoja plateada. Tiene un tiempo de floración que comienza a partir del 17 de abril con el 10% de floración, para el 22 de abril tiene una floración completa (80%), y para el 1 de mayo tiene un 90% de caída de pétalos.
'White's Early Increment' tiene una talla de tamaño medio (peso promedio 38.40 g.), de forma ovalada ligeramente oblonga, a veces algo achatada en los polos, ligeramente asimétrica, con la sutura perceptible;epidermis tiene una piel poco pruinosa, no se aprecia pubescencia, presentando un color amarillo verdoso cuando va madurando a rojo púrpura cuando madura, con punteado abundante, pequeño o mediano;Pedúnculo de longitud medio (12.84 mm promedio);pulpa de color amarillo verdoso con rallas más claras irradiadas desde el hueso, con textura semi pastosa, y muy jugosa con un sabor acuoso poco agradable.
Hueso semi libre, de un tamaño mediano, oval, poco rugoso, excepto en la zona ventral.
Su tiempo de recogida de cosecha se inicia en su maduración en la segunda y tercera decena de agosto.

## Usos
La ciruela 'White's Early Increment' debido a sus características de calidad, se usa como fruta fresca de postre en mesa (aunque aguanta poco tiempo sin perder sus cualidades óptimas), y sobre todo se utiliza en usos culinarios, y de repostería, se transforma en mermeladas, almíbar de frutas, compotas.